# Žiar (Banská Bystrica)
Žiar (em húngaro: Zsór) é um município da Eslováquia, situado no distrito de Revúca, na região de Banská Bystrica. Tem 5 km² de área e sua população em 2018 foi estimada em 132 habitantes.

## Demografia
| Ano:        | 1994 | 2004    | 2014   | 2024    |
| ----------- | ---- | ------- | ------ | ------- |
| Broj ljudi: | 179  | 150     | 148    | 110     |
| Razlika:    |      | -16,20% | -1,33% | -25,67% |

| Ano:               | 2023 | 2024   |
| ------------------ | ---- | ------ |
| Número de pessoas: | 101  | 110    |
| Diferença:         |      | +8,91% |